# Klášter Las Huelgas
Klášter Las Huelgas (španělsky Monasterio de Santa María la Real de Las Huelgas) je ženský klášter cisterciaček ve španělském městě Burgos.

## Historie

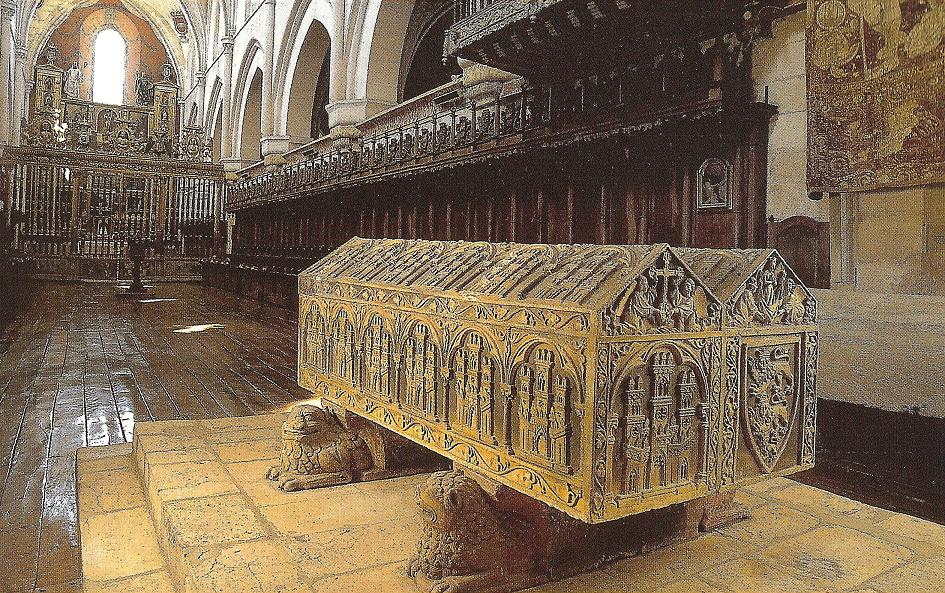
Tumba Alfonse VIII. a Elonory Anglické

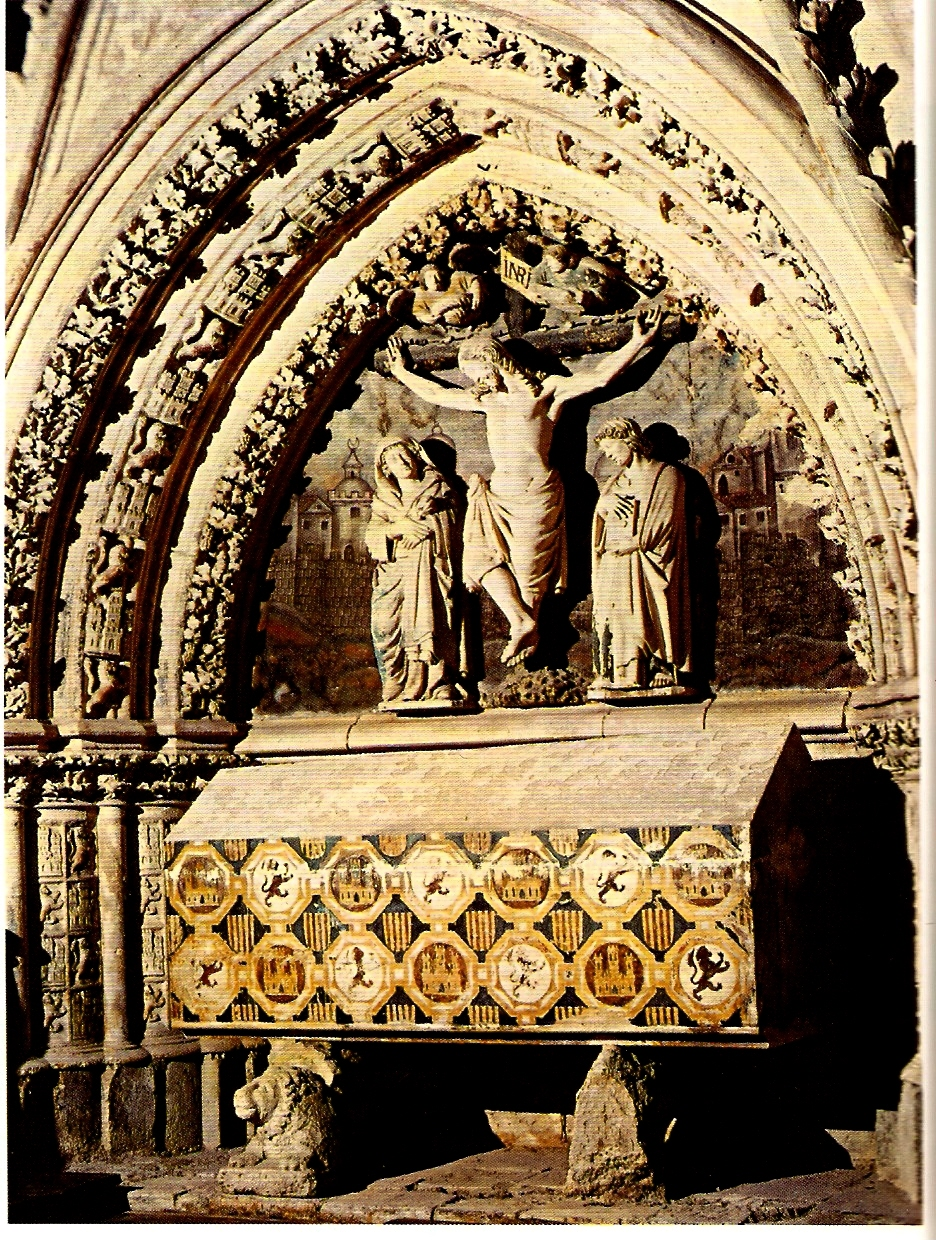
Tumba Ferdinanda de la Cerdy

Ženský klášter byl založen roku 1183 kastilským králem Alfonsem VIII. a jeho manželkou Eleonorou, dcerou anglického krále Jindřicha II. a Eleonory Akvitánské. Poslední dcera královských manželů Konstancie († 1243) se stala v Las Huelgas abatyší. Výstavba kláštera byla inspirována francouzskými vzory. Kostel stavěný na počátku 13. století totiž takřka do detailu kopíruje francouzské stavby z okolí Lyonu. Bohatým mudéjarským dekorem ze 12. - 13. století se vyznačuje zejména kaple sv. Jakuba, ale i další původní části kláštera.

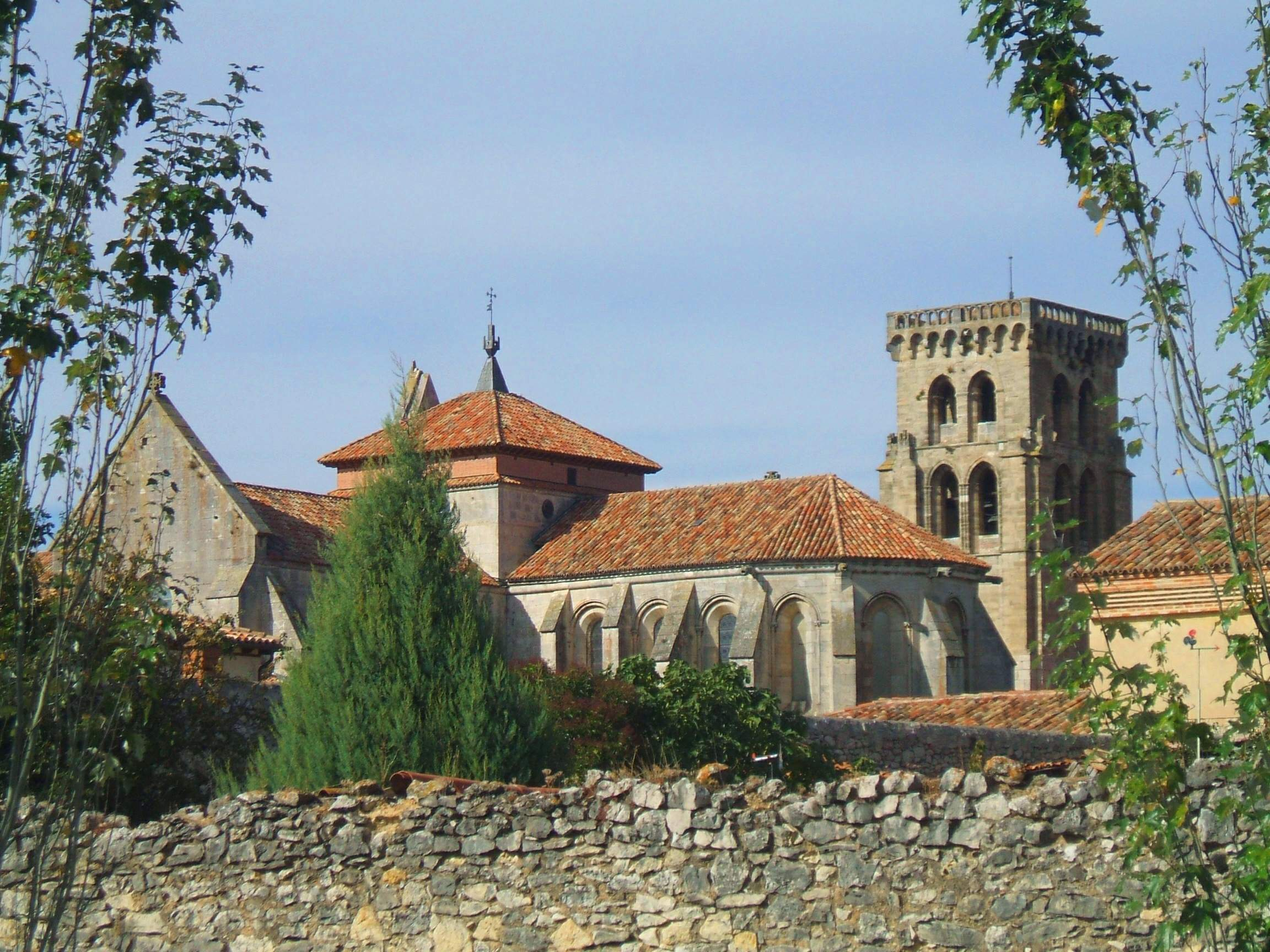
Klášter Las Huelgas

Na počátku 14. století vznikl v klášteře hudební Codex Las Huelgas, který se zachoval dodnes stejně jako královské pohřebiště a expozice dochované pohřební výbavy zesnulých.
Postavení abatyše kláštera bylo mimořádné; kromě toho, že vykonávala světskou moc nad svěřenými oblastmi, byly tyto oblasti vyňaty z pravomoci diecézních biskupů a abatyše měla vůči nim kvaziepiskopální pravomoci. Jejímu dozoru byly navíc podřízeny všechny ženské cisterciácké kláštery v zemi.

## Seznam pochovaných
V klášteře byly pochovány následující osoby:
- Ferdinand de la Cerda († 1275)
- Jindřich I. Kastilský ( † 1217)
- Sancho, syn Alfonse VIII. († 1181)
- Ferdinand, syn Alfonse VIII. († 1211)
- Ferdinand ,syn Alfonse X.
- Manuel, syn Ferdinanda III., arcibiskup toledský († 1283)
- Ferdinand, syn Sancha VI. Navarrského († 1208)
- Alfons de la Cerda († 1333)
- Sancha, dcera Alfonse VIII. († 1182)
- Filip, syn Sancha IV. († 1327)
- Eleonora, dcera Alfonse VIII.
- Sancho, nemanželský syn Alfonse XI.
- Petr, syn Sancha IV. († 1319)
- Mafalda, dcera Alfonse VIII.
- Blanka, dcera Alfons III. Portugalský († 1325?)
- Berenguela, dcera Ferdinanda III., jeptiška v Las Huelgas († 1279)
- Markéta, vévodkyně Mantovská († 1655)
- Alfons VIII., fundátor kláštera († 1214)
- Eleonora, manželka Alfonse VIII. († 1214)
- Berenguela, matka Ferdinanda III. († 1246)
- Anna de Austria, dcera Juana de Austria, abatyše († 1629)
- Konstancie, dcera Alfonse VIII., jeptiška († 1243)
- Konstancie, dcera Alfonse IX., jeptiška († 1142)
- Blanka, dcera prince Petra Kastilského, jeptiška († 1375)
- Marie Aragonská , dcera Jakuba II., manželka prince Petra Kastilského
- Konstancie, dcera Alfonse X., jeptiška
- Isabela z Molina, pravnučka Alfonse IX. († 1252)
- Eleonora Kastilská, dcera Ferdinanda IV., manželka Alfonse IV. († 1359)
- Marie z Almenaru († 1196)
- Marie Aragonská, levobočná dcera Ferdinanda II., jeptiška († 1543)